# Khari bulbul (festival)
Le festival de musique Khari Bulbul est un festival international de musique organisé à Choucha depuis 1989. Le Festival de Khari Bulbul se tient depuis 1989 dans le cadre du 100e anniversaire du célèbre chanteur Seyid Chouchinski.
Le festival de musique Khari Bulbul a lieu chaque année au mois de mai avec la participation de pays tels que les États-Unis, la Turquie, l'Allemagne, le Japon, Israël, l'Italie, l'Espagne, l'Autriche, l'Afghanistan et l'URSS. Le dernier festival a eu lieu en mai 1992.
Le président Ilham Aliyev a déclaré la ville de Choucha capitale azerbaïdjanaise de la culture le 7 mai 2021. Par cet ordre, les Journées de la poésie Vagif et le festival Khari bulbul ont été restaurés. 

## Histoire
Le Festival de Khari bulbul se tient depuis 1989 dans le cadre du 100e anniversaire du célèbre chanteur Seyid Chouchinski. Les préparations du festival ont commencé au début de 1989. Le festival a eu lieu au mois de mai de la même année, pendant la période de floraison de Khari bulbul à Choucha.
Du 12 au 14 mai 2022, le cinquième festival international de folklore "Khary bulbul" aura lieu à Choucha.